# Nar (persoon)

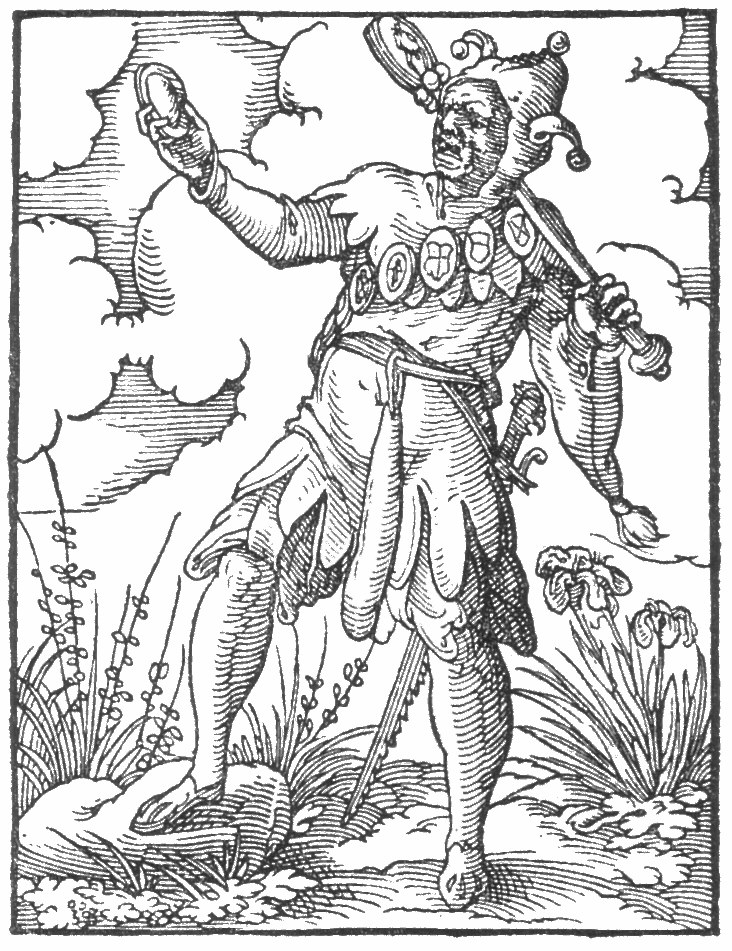
Een nar met staf op een houtsnede uit 1658

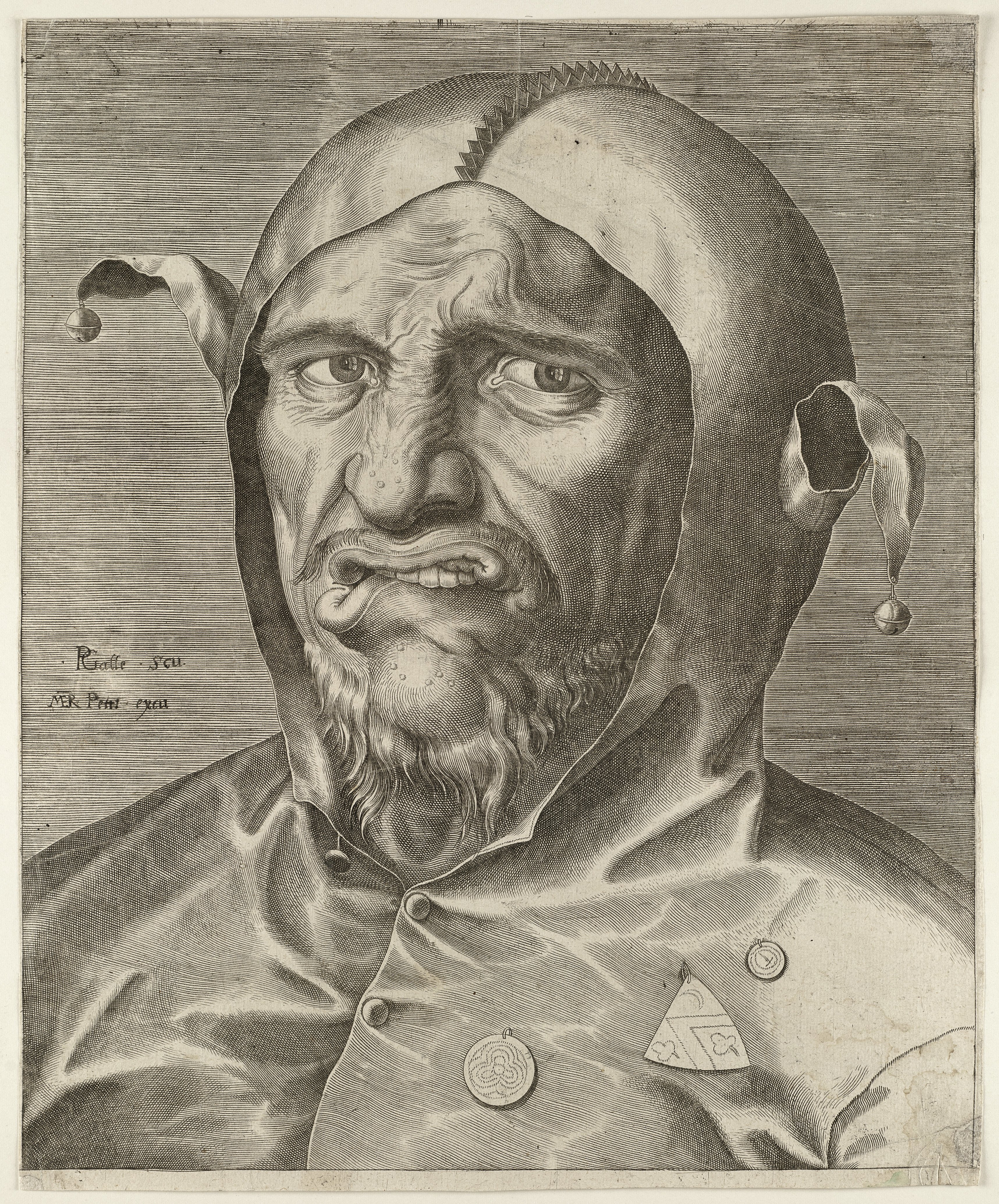
Portret van een nar (Philips Galle, ca. 1559-1561)

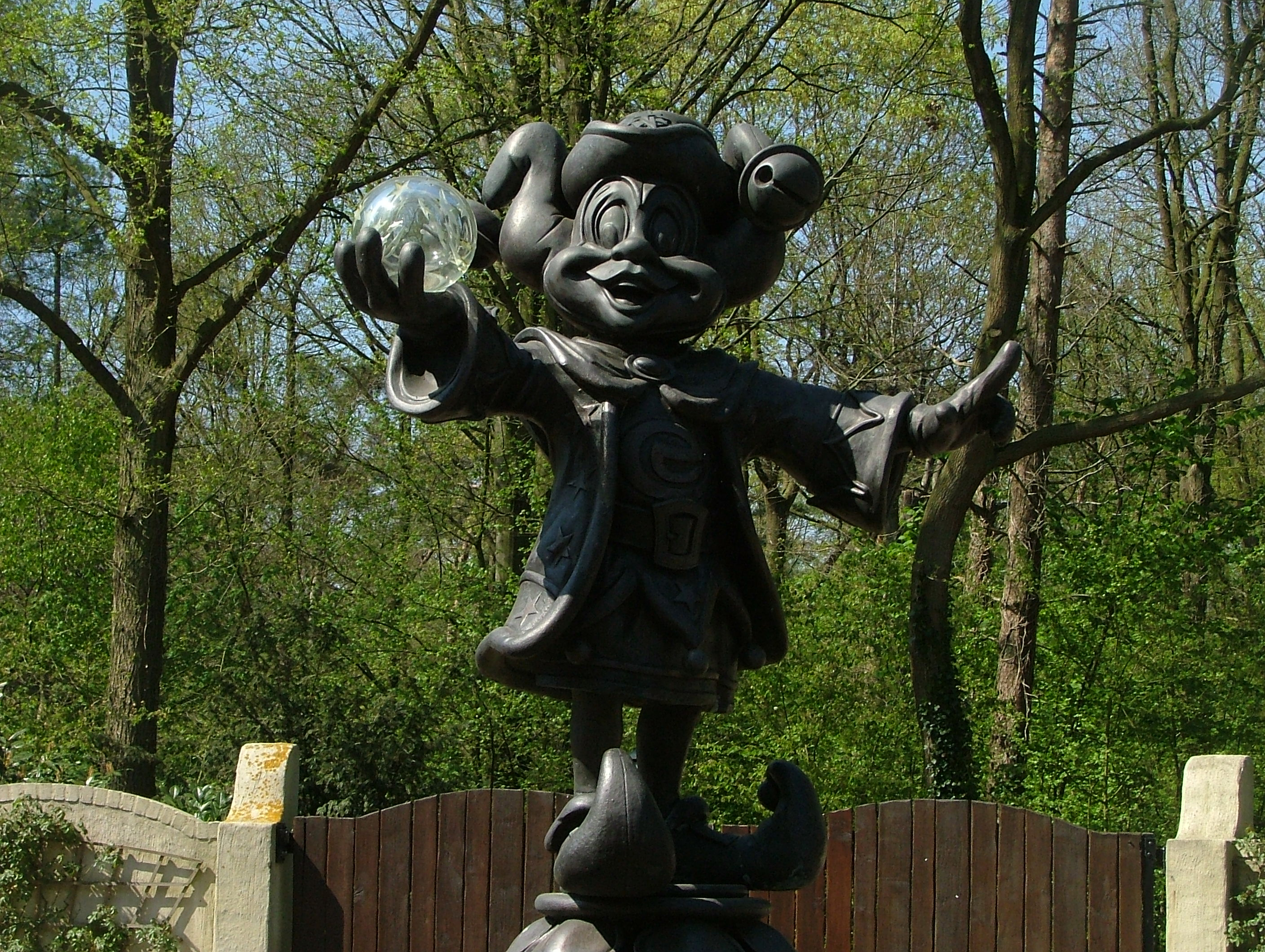
Pardoes, de tovernar van de Efteling

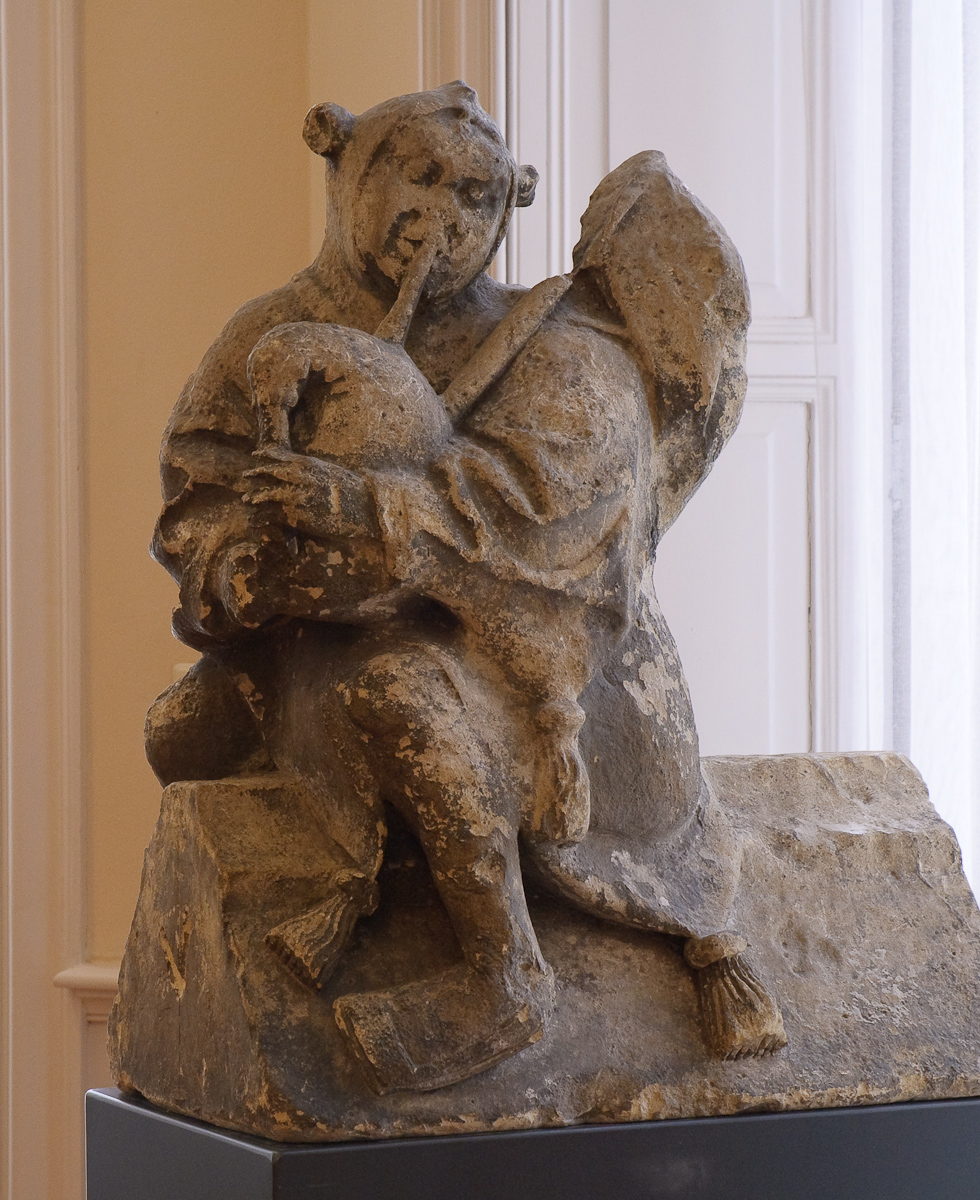
Doedelzakspelende nar van de Sint-Jan, 1475-1524

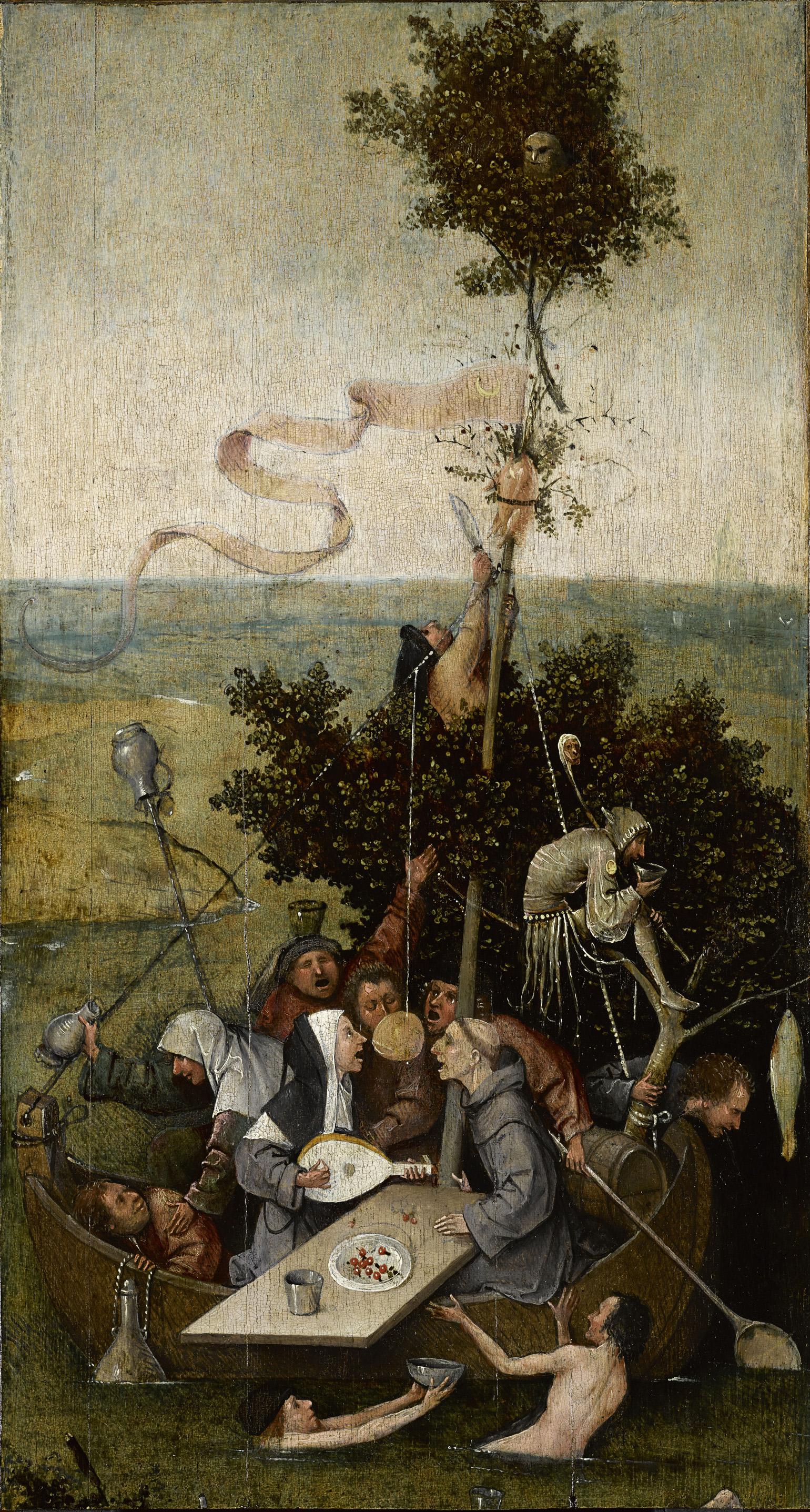
Het narrenschip, Jheronimus Bosch

Een nar of hofnar is de officiële grappenmaker aan het hof van een vorst of bij een rederijkerskamer. De hofnar mocht daarbij ook liederen zingen. Vooral in de Middeleeuwen was de hofnar populair, maar in de loop van de 18e eeuw verdween deze aan de meeste hoven. 
Een nar was soms iemand die door afwijkende geestelijke of lichamelijke eigenschappen (mismaakt; 'geestelijk beperkt') onbewust de spotlust opwekte, soms een intellectueel die bewust spotte en politieke invloed had. Sommige talen onderscheiden beide figuren, zoals in het Engels (buffoon versus jester).
De nar kleedde zich vaak in een voor hem gemaakt pak, voorzien van zogenaamde narrenbellen. Soms droeg hij een staf, narrestok, zotskolf of Marot. De nar had een bijzondere sociale positie. Enerzijds wekte hij de indruk onderaan de sociale ladder te staan, anderzijds was hij in de positie leden en gasten van het hof te doorgronden en hen voor de gek te houden. Hij kon ingaan tegen de heersende opvattingen, zonder dat hij ervoor gestraft werd. In die zin had hij juist een hoge sociale status. 
In de Orde van de Dwazen was de geborduurde nar op de kleding een herkenningsteken.
Tegenwoordig speelt de nar in Nederland nog een rol tijdens carnaval, hij staat dan Prins Carnaval bij.

## Geschiedenis
De rol van de nar wordt in het begin van de jaartelling al beschreven door Seneca in zijn werk De constantia sapientis (Over de gelijkmoedigheid van de wijze). Hij schrijft daar: "Om dezelfde reden hebben we plezier in onze slaven wanneer die op een grappige manier beledigend zijn tegenover hun meesters. Dat durven ze dan met recht ook tegenover de gasten, als ze eenmaal zijn begonnen bij hun meester. Sommige mensen schaffen juist voor dat doel slavenjongens aan die bijdehand zijn en schaven dan aan dat brutale gedrag. Ja, ze laten dat trainen, zodat die slavenjongens erin bedreven raken een stroom van harde grappen te lanceren. En dat noemen we allemaal niet 'beledigend' maar 'scherp en raak'".

## Kaartspel
De benaming zot, dwaas en het Engelse woord joker (bijvoorbeeld in het kaartspel) worden soms gebruikt voor de nar. De joker bij het kaartspel kan elke willekeurige waarde vertegenwoordigen. Op deze kaart staat ook vaak een nar afgebeeld. Zie ook de nar in het tarotspel. In de automatisering is, naar analogie van de speelkaart, het jokerteken bekend. 

## Volksdansen
In bepaalde volksdansen speelt een nar een rol, zoals bij de Morris dance. Bij de Căluşari wordt de figuur nebun of MUTE genoemd. Ook bij de Efe-ceremonie, voorafgaand aan Gelede, speelt een soort nar een grote rol. Ook bij carnaval is de nar aanwezig.

## Toneel
De nar leeft voort in een van de figuren uit de commedia dell'arte, Pulcinella.

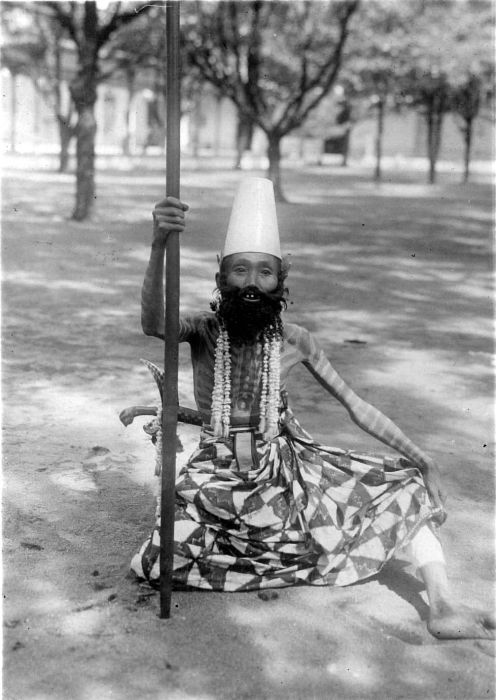
Hofnar van de Soesoehoenan die meedanst in de 'Garebeg Moeloed' (een islamitisch feest) optocht in Java, 1926
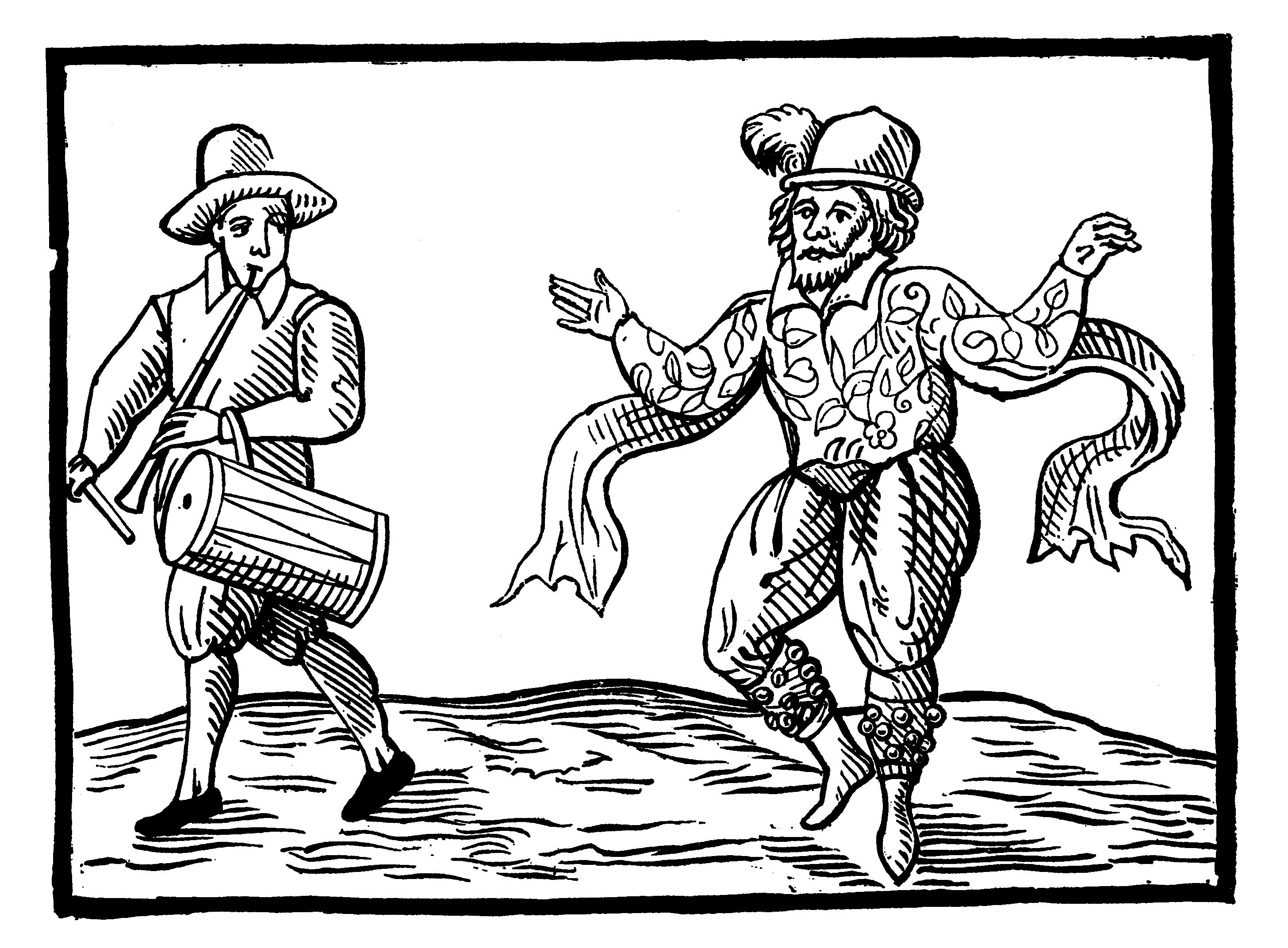
De nar bij de Gigue

## Bekende narren
- Pierken de Stadsgek, 16e-eeuwse Utrechtse stadsnar
- Tijl Uilenspiegel, personage uit Nederlands-Vlaams-Duitse folklore
- Pardoes, de mascotte van pretpark de Efteling

## Afbeeldingen

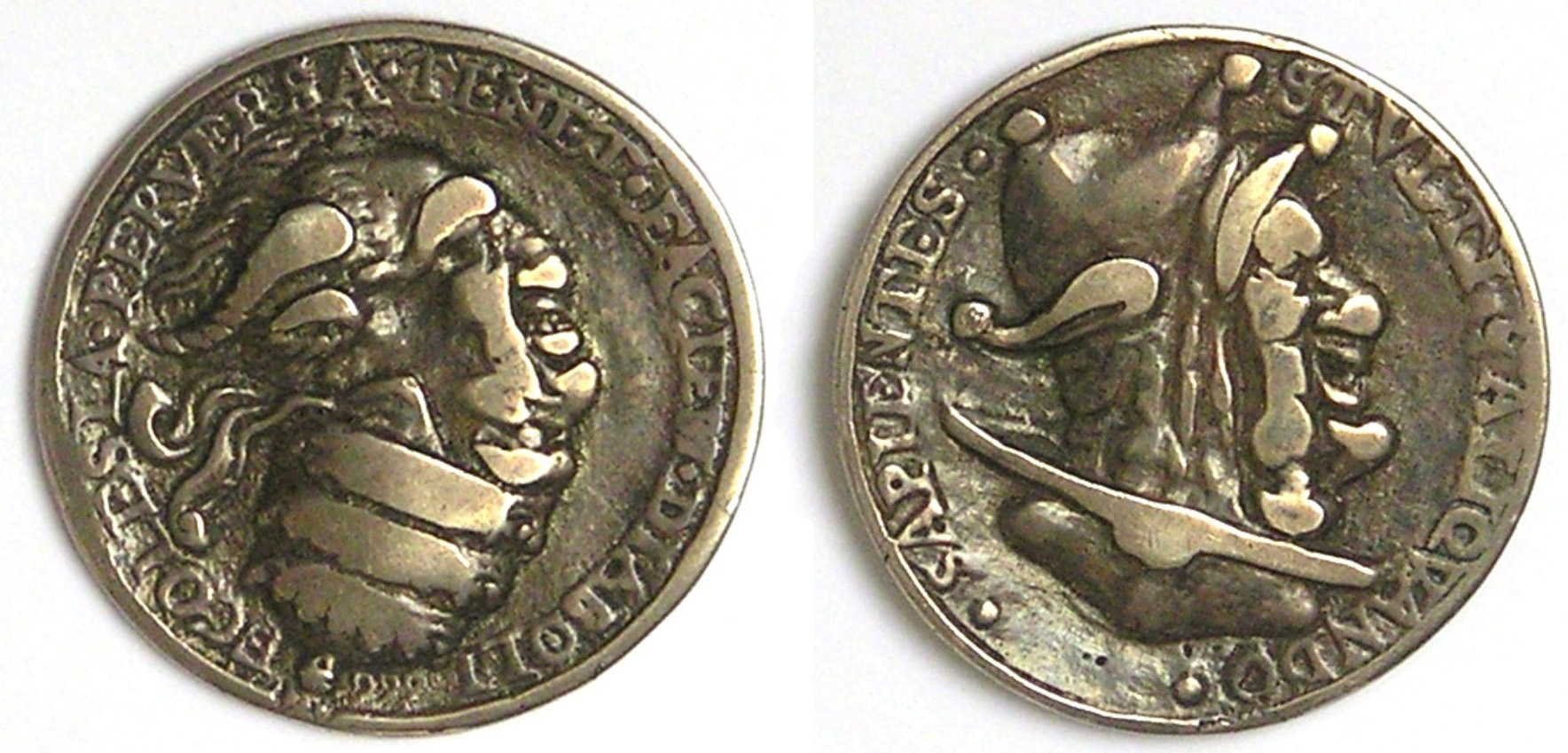
Afbeeldingen van een demon en een nar, als de munten worden omgekeerd veranderen de beeltenissen in een paus en een kardinaal, Concilie van Trente, ca. 1580
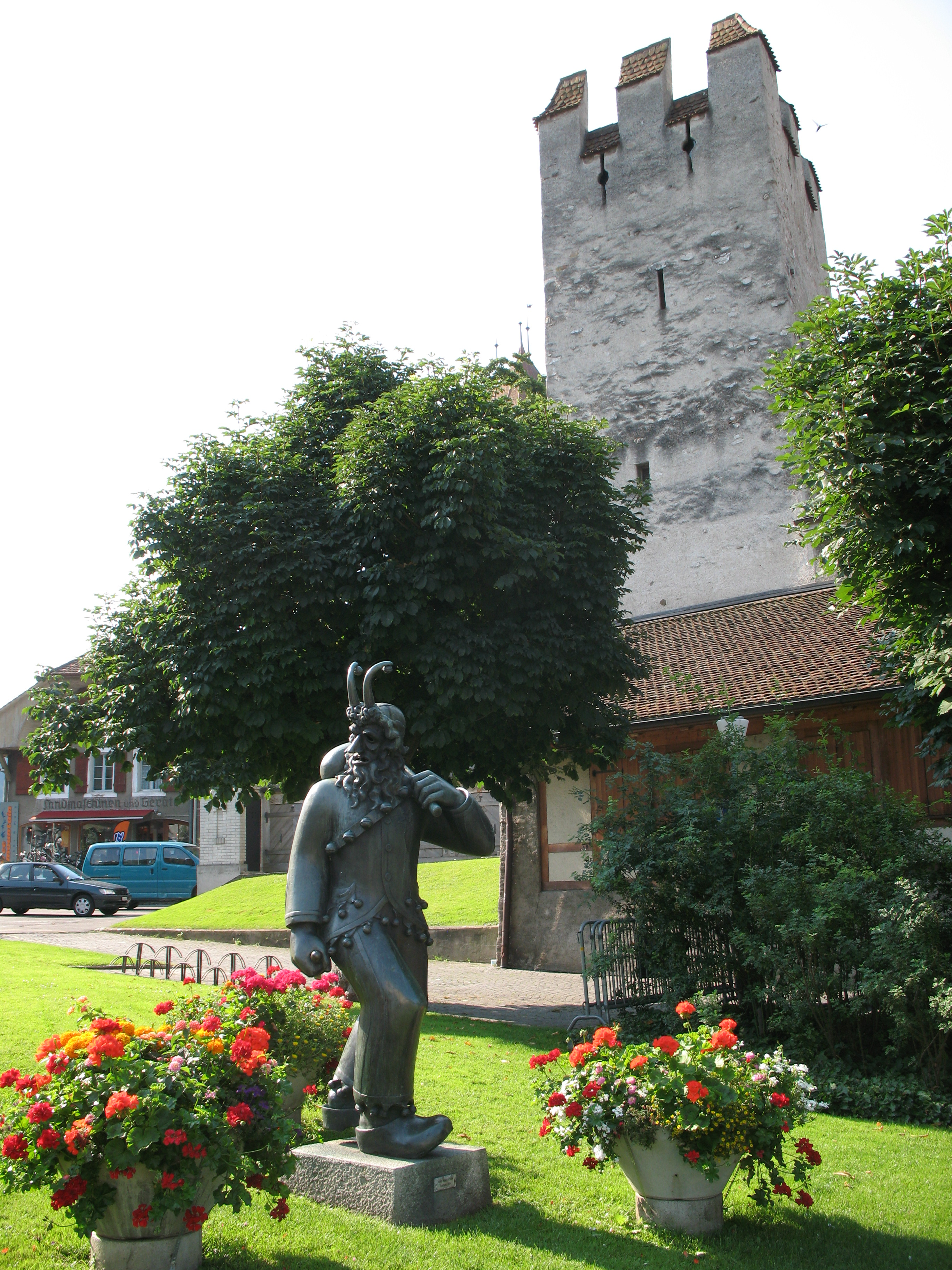
Fulehung is een nar tijdens het Ausschiesset uit Zwitserland, de naam betekent Faule Hund of smerige hond
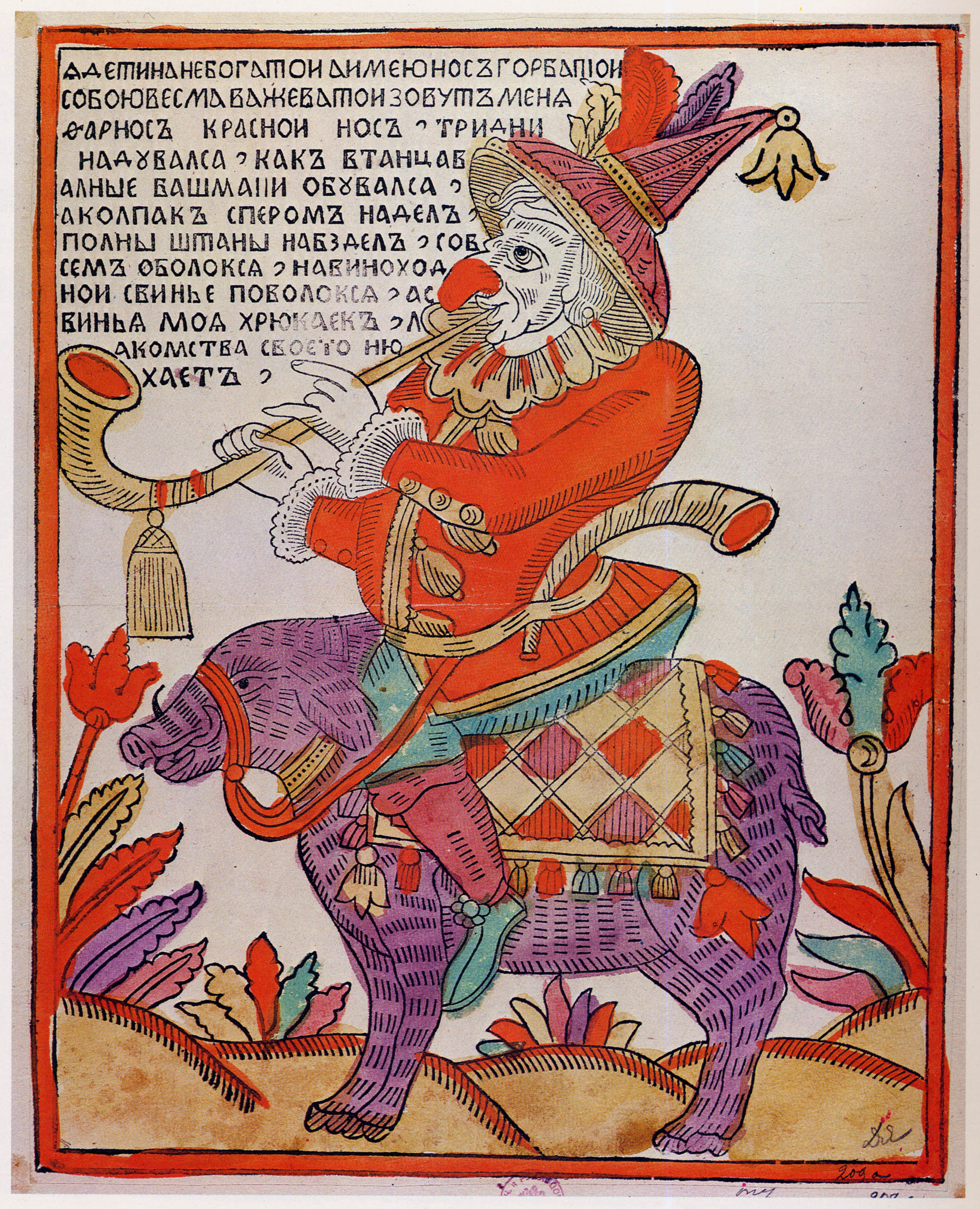
Nar op varken, Rusland, 18e eeuw